# Духовная грамота
Духовная грамота (духовная, духовная память, духовное завещание, изустная запись, изустная память) — юридический документ, грамота, имевшая употребление на Руси и в России с XIII по XVIII век, в которой содержались распоряжения и указания родственникам и близким человека на случай его смерти (завещание).

## История и описание документа
Духовная грамота, как правило, составлялась в форме молитвенного напутствия родным с мыслью о их ответном молитвенном памятовании о составителе после его кончины, что, впрочем, не мешало включать в неё пожелания прагматического характера, которые полностью совпадали по значению с соответствующими пунктами современного завещания (князья и владетельные лица передавали по духовной принадлежавшие им сёла, земли, имущество и так далее). Духовная начиналась словами: Во имя Отца и Сына, и Святого Духа… Се аз, раб Божий (имя и титул) пишу сию грамоту….

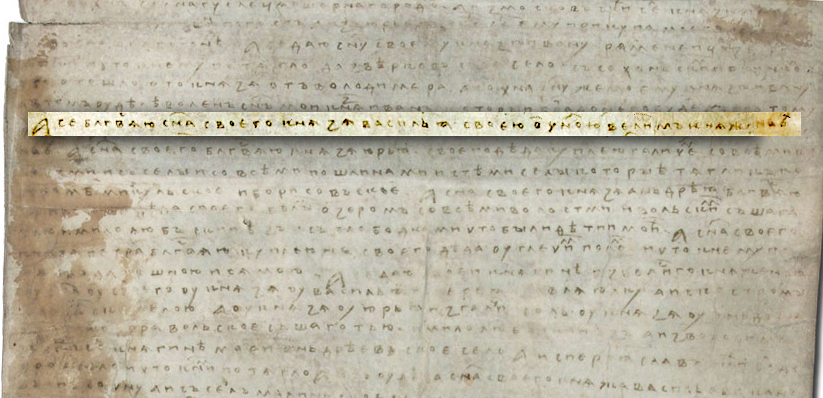
Духовная грамота князя Дмитрия Ивановича, где впервые князь определил передачу власти как наследство своему старшему сыну Василию

Заканчивалась грамота словами: У сей духовной сидел отец духовный…. А на то послухи (перечислялись имена свидетелей). А духовную писал (имя дьяка). Присутствие духовника завещателя при составлении грамоты было обусловлено не только особым доверием к нему готовящегося к смерти человека, но и тем, что составление Духовной входило в комплекс приготовлений по русской православной традиции к переходу в мир иной и подготовки к вечной жизни. В этот акт входило не только формулирование последних распоряжений, но и искреннее исповедание грехов своему духовнику. В духовной великого князя Дмитрия Ивановича упоминается преподобный Сергий Радонежский, который выступал в грамоте в качестве духовника князя.
Духовные грамоты составляли на Руси (в России) все: от правителей государства и духовных владык, до деловых людей и простых мирян. Светские властители включали в содержание грамоты несколько пунктов:
- изложение духовного кредо;
- назначение преемника;
- указание по распоряжению владеемой территорией;
- указание на передачу полномочий и на действия по незаконченным политическим акциям;
- изложение своего политического волеизъявления как наставление преемникам и потомкам.

Духовные лица высшей иерархии включали в свои грамоты:
- исповедь собственных грехов;
- духовные наставления пастве;
- препоручение своей паствы и всей церкви (в случае митрополичьей грамоты) Богу.

Как правило, частные лица вносили в духовную распоряжения только имущественного характера:
- распределение имущества между наследниками;
- пожертвования церквам и монастырям на помин души;
- вольные для холопов;
- распоряжения о выполнении долговых обязательств.

Духовную писал либо сам завещатель своей рукой, либо лицо, которое было выбрано для этой процедуры завещателем. Духовную 1389 года великого князя Дмитрия Донского писал некий Внук, видимо, человек из княжеской администрации.

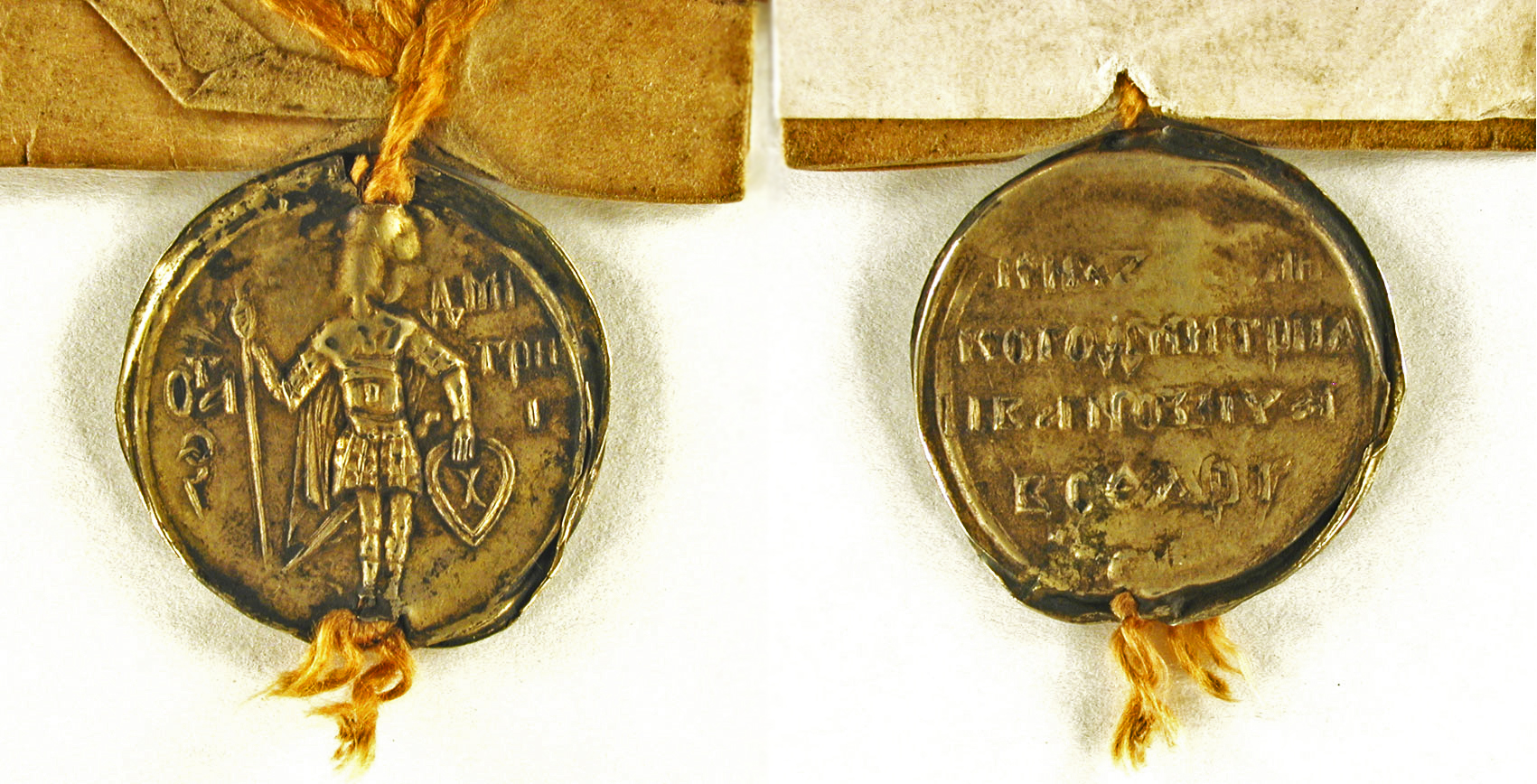
Вислая печать (лицевая часть и оборот) на духовной грамоте князя Дмитрия Ивановича Донского. На изображении — святой великомученик Димитрий

 Документ скреплялся печатью. Грамоты владетельных лиц (князей, царей и иерархов) составлялись их дьяками и скреплялись официальными печатями (государственными или церковными).
При составлении духовной присутствовали свидетели, которые расписывались на обратной стороне завещательного документа. Духовная могла составляться как на одре смертельной болезни, так и заранее. Так, например, во время монголо-татарского ига князья составляли её при отъезде в Золотую Орду.
Порядок назначения лица, которое могло быть свидетелем и душеприказчиком по смерти составлявшего духовную, со временем стал регулироваться. По указу государя царя и великого князя Ивана Васильевича «Грозного», от 2 января 1557 года, не признавался действительным документ, в котором душеприказчиком был назначен муж умершей. По указу 14 марта 1561 года разрешал признавать действительным грамоты, в которых не было подписи завещателя и его печати, но были подписи свидетелей.
В начале XVII века наряду с духовной грамотой стали употребляться духовные памяти, которые постепенно вытеснили документы предыдущего типа.
К началу XVIII века, в соответствии с духом секуляризации русского общества, меняется форма и содержание духовных грамот и памятей. Стали исчезать формулировки духовного (религиозного) содержания, в целом документ приобретал вид сугубо делового качества, что отразилось и в названии: появившееся в начале XVIII века название духовный завет постепенно трансформировалось в завещание.

## Типы документа
По содержанию и по корреспонденту духовные грамоты разделяются по следующим типам:
- Грамоты царей
- Грамоты великих князей
- Грамоты удельных князей
- Грамоты митрополитов русских
- Грамоты других церковных иерархов (архиепископов и епископов)
- Грамоты простых людей